# Afton (Wyoming)
Afton város az USA Wyoming állam Lincoln megyéjében. Lakosainak száma 2172 fő (2020. április 1.).

## Népesség
A település népességének változása:
| Lakosok száma | 570  | 1911 | 2172 |
|               | 1910 | 2010 | 2020 |